# امیدرضا روانخواه
امیدرضا روانخواه (زاده ۲۸ شهریور ۱۳۶۴ در فیروزآباد) بازیکن سابق و مربی اهل فوتبال ایران است. سابقه بازی در باشگاه‌های فجر سپاسی، استقلال تهران و سایپا را دارد.
دوران اوج دوران ورزشی وی به فصل ۸۷–۸۶ برمی‌گردد که از تیم فجر سپاسی به استقلال تهران پیوست که در اولین فصل حضورش در استقلال زنندهٔ هر دو گل استقلال در دربی‌های حساس مقابل پرسپولیس تهران در دیدار رفت و برگشت لیگ بود که معروف به «امیدِ رفت و برگشت» شد. توانست در قالب باشگاه استقلال طی دو فصل متمادی به قهرمانی در جام حذفی ۸۷-۱۳۸۶ و لیگ برتر فوتبال ایران ۸۸-۸۷ برسد. روانخواه به دلیل مصدومیت‌های زیادی که در دوران حرفه‌ای گریبانگیرش شد، تنها با داشتن ۲۶ سال سن، در تاریخ ۲۲ اردیبهشت ۱۳۹۲ از دنیای حرفه‌ای فوتبال خداحافظی کرد. او سرمربی گری را با تیم سپیدرود رشت شروع کرد. امیدرضا روانخواه دارای مدرک مربیگری A آسیا است و همچنین جوانترین سرمربی مربی تاریخ لیگ برتر و لیگ دسته اول جام آزادگان است.

## افتخارات
- قهرمانی در جام حذفی ۸۷-۱۳۸۶ به همراه تیم استقلال تهران
- قهرمانی در لیگ برتر فوتبال ایران ۸۸-۸۷ به همراه تیم استقلال تهران